# 橋田信介
橋田 信介（はしだ しんすけ、1942年〈昭和17年〉8月22日 - 2004年〈平成16年〉5月27日）は、日本のジャーナリスト、報道写真家。

## 来歴
山口県宇部市出身。宇部中央高等学校卒業後、郵便配達員として働きながら1970年（昭和45年）に法政大学法学部の夜学を卒業。同年日本電波ニュース社に入社し、カメラマンとして1972年（昭和47年）ベトナム、ハノイ特派員、1978年（昭和53年）バンコク支局長、1980年（昭和55年）ローマ支局長を歴任。ベトナム戦争時には空爆を受けている地上側から取材を行った。
1988年（昭和63年）フリーとなり、バンコクを拠点に主にアジアの戦争報道を手がける。湾岸戦争ではCNNや『ニューヨーク・タイムズ』にスクープ報道を提供する。カンボジア内戦、ビルマ動乱、パレスチナ内戦、アフガン戦争、ボスニア内戦なども取材し、日本の戦場ジャーナリストのトップランナーとして活動した。
2003年（平成15年）に山口東京理科大学にて講義し、戦場での体験を生徒に半年かけて伝えた後イラクに戻った。しかし2004年（平成16年）5月27日、イラク戦争取材中にバグダッド付近のマハムーディーヤで襲撃を受け、同行していた甥の小川功太郎（当時33歳）とともに殺害された。61歳没。

## エピソード
アメリカのイラク攻撃に対しては批判的な態度であり、それに伴う自衛隊のイラク派遣に対しても隊員たちの努力は評価しながらも、アメリカ追随とも言える派遣の判断を下した日本政府に対しては批判的にならざるを得ない、と苦しい胸のうちを『朝まで生テレビ!』出演を通じて知り合った小林よしのりらにこぼしていた。このことは、後に小林が編集長をつとめる『わしズム』に絶筆となるコラム（小林としてはシリーズ連載の第1回のつもりでいた）を寄稿するきっかけになった。
イラクでは、現地で知り合った、戦争により目を負傷した少年が治療をうけられるよう尽力しており、少年は橋田の死後の同年6月に来日し静岡県沼津市の病院で治療を受けることができた。その後、イラク国内からも、橋田らを殺害した犯人グループに対する非難が沸き起こり、グループが謝罪声明を出すに至った。
死の直前、イラクのバスドライバーが「ムシケーラ（アラビア語で「困った」の意）」と言っていたことをもじって、「車を停めるとアメリカ軍に撃たれ「ムシケーラ（虫けら）」になる」と冗談交じりのメールを二木啓孝に送信している。
カメラマンの宮嶋茂樹に関して、「私が不肖・宮嶋の上官である」と宣言していた。
自衛隊がイラクで水の供給をしていることについて取材し、実際にはサマーワ近辺では水の入手はさほど困難でないこと、フランスのNPOが自衛隊の何倍もの量の水を供給していることをテレビで報告した。
サマーワの自衛隊駐屯地に立入許可証を受け取りに行き、バグダッドに戻る途中で殺害された。

## 著書
- 『走る馬から花を見る－東南アジア取材交友記』（1993年・新潮社）
- 『戦場特派員』（2001年・実業之日本社）
- 『イラクの中心で、バカとさけぶ』（2004年・アスコム）
- 『戦場の黄色いタンポポ』（2004年・新潮社）
- 『世界の戦場で、バカとさけぶ』（2004・アスコム）

## 関連書籍
- 『覚悟〜戦場ジャーナリストの、夫と生きた日々』（橋田幸子、2004年・中央公論新社）
- 『アジアパー伝』（鴨志田穣、西原理恵子） - キャラクター「ハシダさん」として登場。

## 演じた人物
- 柳葉敏郎 - テレビドラマ『覚悟〜橋田信介物語〜』

## 関連人物
- 宮嶋茂樹 - 橋田信介・小川功太郎と最後に会った日本人
- 勝谷誠彦
- 鴨志田穣 - 橋田の元弟子の人物。
- 二木啓孝
- 小林よしのり - 『わしズム』に結果的に絶筆となるコラムを寄稿。橋田の死後、小林は『新ゴーマニズム宣言』にて橋田を追悼するエピソードを描いた。